# Niinivesi (sjö i Mellersta Finland)
Niinivesi är en sjö i Finland. Den ligger i kommunen Äänekoski i landskapet Mellersta Finland, i den centrala delen av landet, 270 km norr om huvudstaden Helsingfors. Niinivesi ligger 93,9 meter över havet. Den är 15,5 meter djup. Arean är 5,78 kvadratkilometer och strandlinjen är 30,75 kilometer lång. Sjön  ingår i Kymmene älvs huvudavrinningsområde.   I omgivningarna runt Niinivesi växer i huvudsak blandskog. Den sträcker sig 6,7 kilometer i nord-sydlig riktning, och 2,7 kilometer i öst-västlig riktning.
I övrigt finns följande i Niinivesi:
- Häkinsaari (en ö)
- Mankkisaari (en ö)
- Honkasaari (en ö)